# Mülheimer Friedhof

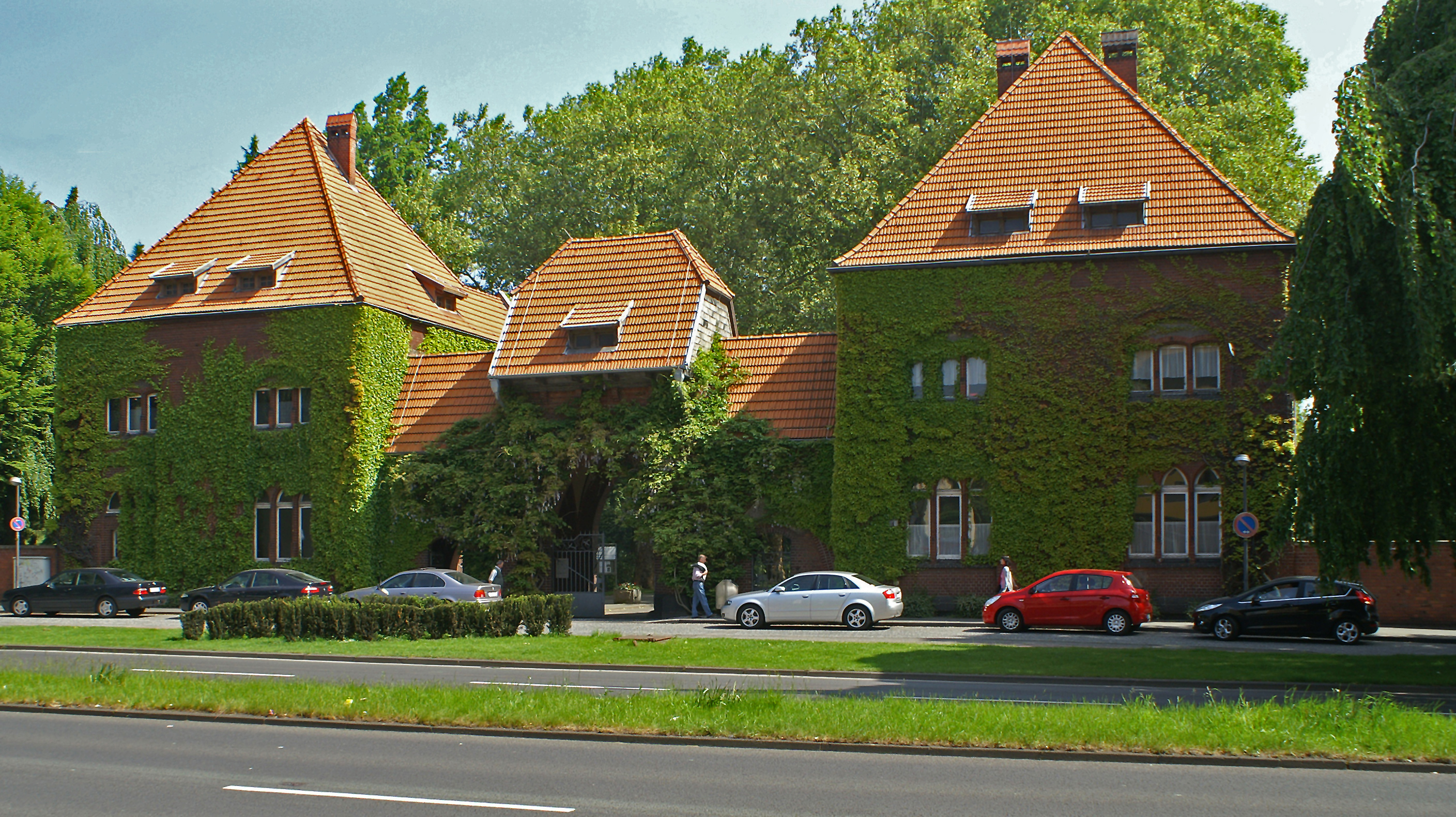
Eingangsgebäude

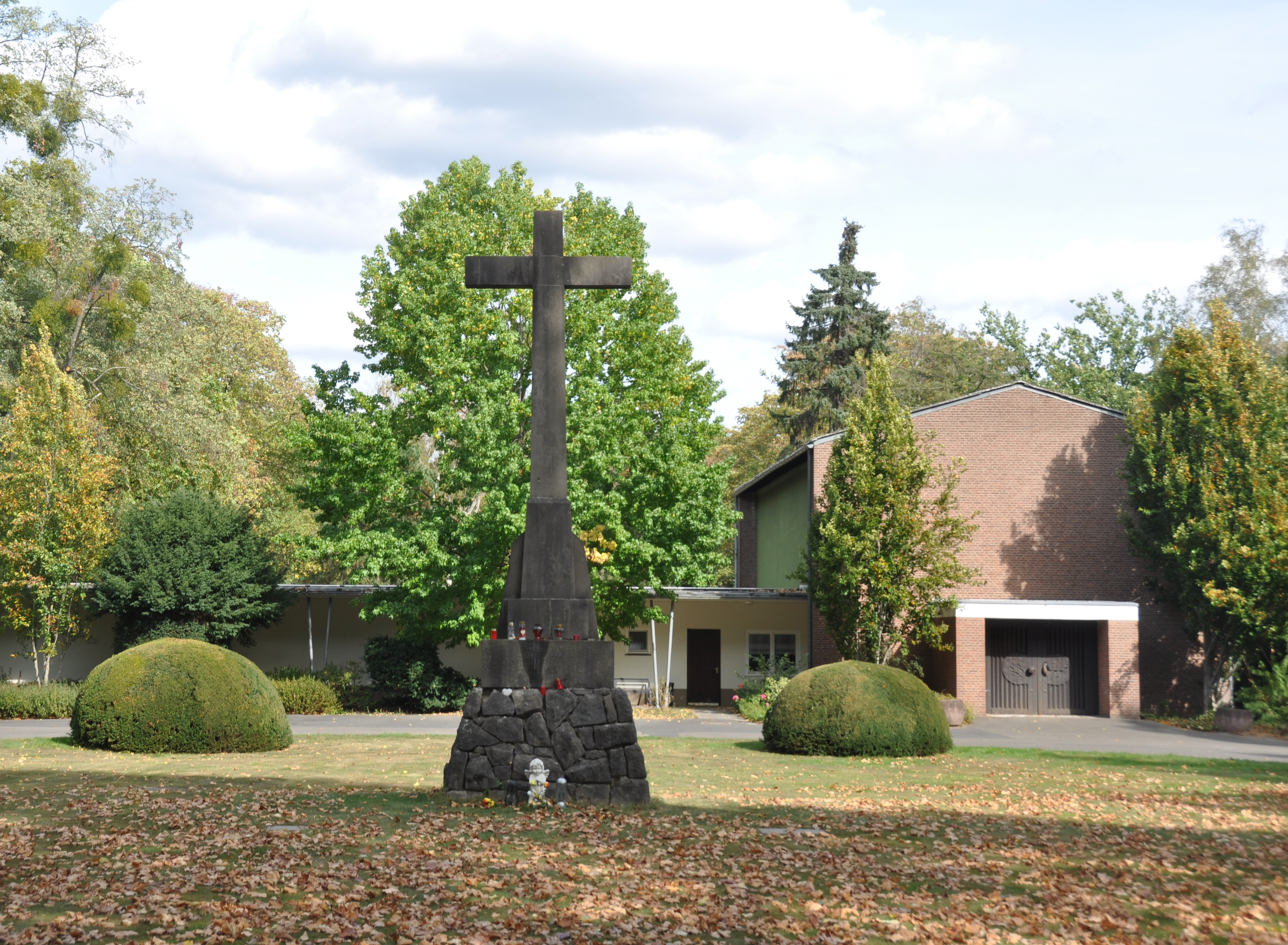
Hochkreuz des Friedhofs mit Trauerhalle

Der Mülheimer Friedhof ist ein städtischer Friedhof im Kölner Stadtteil Höhenberg direkt an der Frankfurter Straße (zugleich Bundesstraße 8). Trotz seines Namens liegt er nicht im benachbarten Stadtteil Mülheim, wurde jedoch seinerzeit als Begräbnisstätte für die Mülheimer Bevölkerung konzipiert.
Der heute knapp 20 Hektar große Friedhof belegt ein annähernd dreieckiges Gelände zwischen der Frankfurter Straße, dem Höhenberger Ring sowie der Bundesautobahn 4. Eröffnet wurde er am 30. September 1904 für die damals noch eigenständige Stadt Mülheim, die ihre Bürger vorher auf zwei konfessionellen Friedhöfen (dem alten katholischen und dem alten evangelischen Friedhof) bestattete. Ursprünglich sollte der neue kommunale Friedhof den beiden konfessionellen Friedhöfen Konkurrenz machen. Aus diesem Grund wurde auch hier anfangs für Reihengräber eine Trennung gemäß der Konfession vorgenommen: rechts des Hauptweges wurden Gräber für Katholiken, links davon für Protestanten angelegt.
Der Mülheimer Friedhof hat, wie für Kölner Großfriedhöfe üblich, eine parkartige Gestalt. Der dreiteilige Torbau mit dem Backsteingebäude der Friedhofsverwaltung am Haupteingang an der Frankfurter Straße stammt aus dem Jahr 1903 und steht heute unter Denkmalschutz. Das Gebäude wird von zwei Hänge-Buchen (Fagus sylvatica Pendula) flankiert, die als Naturdenkmale gelistet sind.
Nicht zu verwechseln ist der Mülheimer Friedhof mit dem Neuen Mülheimer Friedhof, wie der Friedhof Schönrather Hof am Haslacher Weg auch genannt wird, der erst 1967 angelegt wurde.